# Râul Voșlăbeni
Râul Voșlăbeni este un curs de apă, afluent al râului Mureș în Depresiunea Gheorghieni.  

## Hărți
- Harta Județul Harghita
- Harta Munții Hășmaș  Arhivat în 26 iunie 2008, la Wayback Machine.